# Saint-Cibard
Saint-Cibard – miejscowość i gmina we Francji, w regionie Nowa Akwitania, w departamencie Żyronda.
Według danych na rok 1990 gminę zamieszkiwało 201 osób, a gęstość zaludnienia wynosiła 57 osób/km² (wśród 2290 gmin Akwitanii Saint-Cibard plasuje się na 976. miejscu pod względem liczby ludności, natomiast pod względem powierzchni na miejscu 1510.).